# Heber Manning Wells

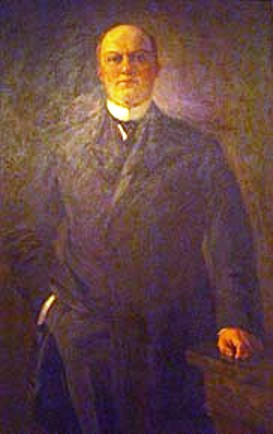
Heber M. Wells

Heber Manning Wells (* 11. August 1859 in Salt Lake City, Utah; † 12. März 1938) war ein US-amerikanischer Politiker (Republikanische Partei) und der erste Gouverneur des Bundesstaates Utah.

## Frühe Jahre und politischer Aufstieg
Wells war der Sohn von Daniel Hanmer Wells (1814–1891) und dessen Frau Martha Givens Harris (1832–1908). Der Vater war Bürgermeister von Salt Lake City und Apostel der Kirche Jesu Christi der Heiligen der Letzten Tage und Leiter der Nauvoo Legion, einer Vorgängerorganisation der späteren Nationalgarde von Utah. Zu seinen zahlreichen Geschwistern zählten der Bruder Briant Wells (1871–1949), ein Generalmajor der United States Army, und die Frauenrechtlerin Elizabeth Anne Wells Cannon (1859–1942).
Heber Wells besuchte die University of Deseret (heute University of Utah), wurde ein Steuereinnehmer in Salt Lake City und war dann von 1882 bis 1890
als City Recorder tätig. Nach seinem erfolglosen Versuch Bürgermeister von Salt Lake City zu werden, sicherte er sich die republikanische Nominierung für das Amt des Gouverneurs von Utah.

## Gouverneur von Utah
Nach der Aufnahme von Utah als 45. Staat in die Union wurde er zuerst für eine fünfjährige Amtsperiode gewählt und dann für eine zweite vierjährige Amtsperiode wiedergewählt. Als erster Gouverneur von Utah befasste er sich zuerst mit der Errichtung der Staatsregierung und dem Wandel eines Territoriums zu einem Staat. Obwohl er an der wirtschaftlichen Entwicklung interessiert war, erkannte er die Notwendigkeit die natürliche Umwelt von Utah zu schützen und kämpfte deshalb für die Schaffung von Waldschutzgebieten.

## Weiterer Lebenslauf
Nach Ende seiner zweiten Amtszeit wurde er Geschäftsführer von der Utah Savings and Trust Company. Von 1913 bis 1917 war er als Commissioner of Parks and Property in Salt Lake City tätig. Zwei Jahre später wurde er Redakteur beim Salt Lake City Herald. Er fuhr fort, wurde zuerst stellvertretender Schatzmeister und dann Schatzmeister der U.S. Shipping Board Fleet Corporation, wo er bis 1933 verblieb. Wells kehrte 1935 nach Utah zurück und wurde dort Mitherausgeber der Deseret Evening News.
Er war dreimal verheiratet und zwar mit Mary Elizabeth Beatie, Teresa Clawson Cummings und Emily Katz. Aus den Verbindungen sich sechs Kinder hervorgegangen. Ferner war er ein Mitglied der Kirche Jesu Christi der Heiligen der Letzten Tage.